# 新大和橋
新大和橋（しんやまとばし）は、大阪府内の大和川に架かる橋。 歩行者・自転車専用橋である。

## 概要

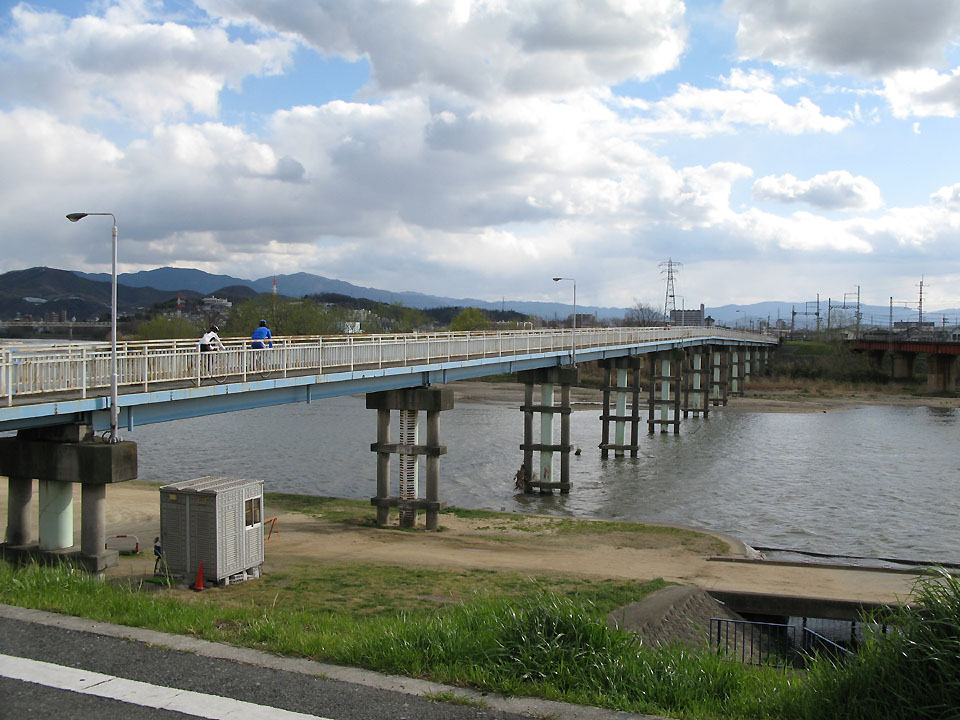
新大和橋（柏原市側から撮影）

大阪府藤井寺市と柏原市にまたがっている。すぐ上流側は大和川と石川の合流点となっている。
現在は、大阪府道802号八尾河内長野自転車道線 （南河内サイクルライン）の一部である。
すぐ下流側に近鉄道明寺線の橋梁が架かっている。
- 現在の橋は、1974年（昭和49年）3月竣工
  - 構造：下部工 = パイルベント式 上部工 = 単純鋼板桁
  - 全長：204.4メートル
  - 幅員：2.0メートル
  - 径間数：12
  - 左岸：大阪府藤井寺市船橋町
  - 右岸：大阪府柏原市上市2丁目

## 歴史

### 架橋前
- かつて奈良時代に、「河内大橋」とよばれた朱塗りの橋が大和川・石川合流地点付近にあり、『万葉集』にも謳われている。 この橋はどの位置にあったかは定かでなく、複数の説がある。 しかし、増水のたびに破損・流出し、以来、この付近には架橋されなくなったと考えられる。
- 近くには河内国府があり、竜田道（渋川道）と 長尾街道（大津道）の合流点にもなっていた。さらに東高野街道が整備され、交通の要所となるも、川越えの橋はなく、柏原村と船橋村の間を渡し船で越えていた。

### 架橋前後
- 1870年（明治3年）に上流約2キロメートルの場所、高井田村と国分村の間に「国豊橋」が架橋されると、柏原村と船橋村との間の架橋の機運が高まり、当時の周囲7ヶ村の戸長が発起人となり、広範囲にわたって資金を募った。なお、寄付に応じた人々の居住範囲は南北河内地区が中心であり、この橋が東高野街道の重要地点であることを物語っている。この時、ちょうど下流で掛け替えが行われた「大和橋」で使用された仮橋の払い下げを申請するも、既に落札直後だったため、落札人から買い受けしている。
- こうして1874年（明治7年）に現在地に木造の橋が架橋された。しかし架橋直後からすぐに痛みが激しくなり、架橋から2年後には早くも大破し、その翌年には上流から流されてきた渡し船が橋脚に当たり、橋が11メートルほど流される事態となっている。さらに橋板の破れ目から馬が転落するなど、幾度も破損・流失の危機に瀕していた。しかし維持費の捻出は困難を極め、新たな寄付や通行料を徴収したりしたが、それでも村の借金は増える一方であった。1880年（明治13年）になってようやく官費営繕されるようになった。
- かつては東高野街道の一部分として交通上重要な橋であったが、近辺に鉄道橋、自動車用道路橋が設置されると重要度は低下し、現在は歩行者・自転車専用橋となる。

## 周辺情報
北岸（右岸）
- 柏原警察署
- 平野川樋門
- 近鉄柏原南口駅
- 国道25号（新大和橋前信号）
- 長瀬川築留樋門
- 柏原市役所

南岸（左岸）
- 石川河口
- 大和川河川敷運動公園
- 船橋浄水場